# Planodes leporinus
Planodes leporinus là một loài bọ cánh cứng trong họ Cerambycidae.